# Dekameron 2020
Dekameron 2020 je kniha, kterou vydalo nakladatelství Bondy v roce 2020. Obsahuje 100 nových povídek, které vznikly v době, kdy se poprvé objevil dosud neprozkoumaný virus covid-19. Stejně, jako v Dekameronu Giovanniho Boccacciho, který byl napsán před více než 650 lety, ve Florencii, v době moru, najdeme tu povídky pro rozptýlení a obveselení, v nelehké době, kdy svět zasáhla pandemie. Přispěli spisovatelé z povolání, ale také advokátka, sexuolog, psycholog nebo filozof. Mezi známými osobnostmi lze jmenovat Ivana Krause, Jana Cimického, Miroslava Stoniše, Jaroslava Čejku, Radima Uzla nebo Henri Pierra Jeudyho.

## Vznik
Podnět k napsání tohoto díla dala Obec spisovatelů na jaře roku 2020 a hlavní organizátorkou se stala Lydie Romanská. Kniha sebraných povídek různých autorů nejen z České republiky, ale i ze zahraniční, vyšla na podzim 2020, kdy si svět procházel druhou vlnou Coronavirové pandemie. Do projektu bylo podle básnířky, prozaičky a sbormistryně Lydie Romanské přihlášeno, od dubna do června okolo 120 textů. S výběrem finální stovky pomáhali i další členové Obce spisovatelů: Alois Marhoul a Dušan Spáčil.  Zhruba deset zúčastněných přispělo dvěma texty, celkem bylo vybráno třicet žen a šedesát mužů.

## Text
Témata jsou nejrůznější, často se opakuje motiv domova a prožívání karantény, ať už přímo ve Wu-chanu, v domech na úzkých italských uličkách, nebo v Praze,

přibližuje knihu Romanská a dodává: 
Nepotřebovala jsem o autorech nic vědět, text byl prvořadý, žádné skupinkaření, nedůvěru kvůli jakékoli odlišnosti jsme nepěstovali. Nakonec zůstala jediná podmínka: aby byl text literárně na úrovni, tematicky a motivicky volný, pokud možno laděný spíše rozmarně.

## Účel
Všichni autoři, kteří přispěli svými povídkami se vzdali honoráře. Kniha byla vydána hlavně pro ulehčení situace lidí, kteří v době nákazy stáli v první linii a starali se o nemocné, zachraňovali, léčili, testovali, vozili stravu hasičům, šili roušky, ale také řídili a rozhodovali. Obě knihy -Dekameron 2020, napsané v době koronavirové pandemie stejně, jako Dekameron napsaný v době moru ve Florencii, naplnil slova Boccacciova přítele Francesca Petrarky, který tvrdil, že Dekameron je hlavně „knihou pro lid“.